# Patinação de velocidade nos Jogos Pan-Americanos de 2023 - 1000 m velocidade feminino
A competição dos 1000 m velocidade feminino da patinação de velocidade integrou o programa da patinação sobre rodas nos Jogos Pan-Americanos de 2023 e foi disputada em 4 de novembro de 2023 no Patinódromo, em Ñuñoa. Um total de 12 patinadoras de 11 Comitês Olímpicos Nacionais (CON) participaram do evento.

## Calendário
Horário local (UTC−3).
| Data          | Hora  | Fase         |
| ------------- | ----- | ------------ |
| 4 de novembro | 17:00 | Qualificação |
| 4 de novembro | 17:40 | Final        |

## Medalhistas
| Ouro   | COL Gabriela Rueda  |
| Prata  | ECU Gabriela Vargas |
| Bronze | VEN Angy Quintero   |

## Resultados

### Qualificação
As oito patinadoras mais rápidas avançaram para a final.
| Pos. | Patinadora         | CON                                 | Tempo    | Dif.   | Notas |
| ---- | ------------------ | ----------------------------------- | -------- | ------ | ----- |
| 1    | Fabriana Arias     | COL Colômbia                        | 1:28.619 |        | Q     |
| 2    | Gabriela Rueda     | COL Colômbia                        | 1:29.488 | +0.869 | Q     |
| 3    | Valentina Letelier | MEX México                          | 1:28.724 | +0.105 | Q     |
| 4    | Ivonne Nóchez      | ESA El Salvador                     | 1:29.029 | +0.410 | Q     |
| 5    | Rocío Berbel       | ARG Argentina                       | 1:29.097 | +0.478 | Q     |
| 6    | Angélica Díaz      | EAI Equipe de Atletas Independentes | 1:29.385 | +0.766 | Q     |
| 7    | Angy Quintero      | VEN Venezuela                       | 1:29.608 | +0.989 | Q     |
| 8    | Gabriela Vargas    | ECU Equador                         | 1:29.637 | +1.018 | Q     |
| 9    | Javiera San Martín | CHI Chile                           | 1:31.407 | +2.788 |       |
| 10   | Darian O'Neil      | USA Estados Unidos                  | 1:35.506 | +6.887 |       |
| 11   | Rocío Proenza      | CUB Cuba                            | 1:36.707 | +8.088 |       |
| 12   | Sofia Scheibler    | BRA Brasil                          | 1:37.173 | +8.554 |       |

### Final
As patinadoras mais rápidas obtiveram as medalhas.
| Pos.              | Patinadora         | CON                                 | Tempo    | Dif.   |
| ----------------- | ------------------ | ----------------------------------- | -------- | ------ |
| Medalha de ouro   | Gabriela Rueda     | COL Colômbia                        | 1:28.381 |        |
| Medalha de prata  | Gabriela Vargas    | ECU Equador                         | 1:28.741 | +0.360 |
| Medalha de bronze | Angy Quintero      | VEN Venezuela                       | 1:28.794 | +0.413 |
| 4                 | Valentina Letelier | MEX México                          | 1:29.220 | +0.839 |
| 5                 | Rocío Berbel       | ARG Argentina                       | 1:29.889 | +1.508 |
| 6                 | Fabriana Arias     | COL Colômbia                        | 1:30.064 | +1.683 |
| 7                 | Angélica Díaz      | EAI Equipe de Atletas Independentes | 1:30.064 | +1.683 |
| 8                 | Ivonne Nóchez      | ESA El Salvador                     | 1:30.195 | +1.814 |